# 항원대변이

인플루엔자 재배열을 묘사한 그림

항원대변이(Antigenic shift)는 여러 개의 바이러스주(strain) 또는 여러 종의 바이러스들이 합쳐져 새로운 항원을 가지게 되는 현상을 말한다. 가장 유명한 사례인 인플루엔자에 대해 한정적으로 사용될 때가 있지만, 비스나바이러스 등 다른 바이러스에서도 관찰할 수 있는 현상이다. 표현형을 바꾸는 재조합이나 항원소변이의 특수한 경우로 볼 수 있다.
항원대변이와 헷갈리기 쉬운 항원소변이는 인플루엔자 등 바이러스들이 긴 시간동안 돌연변이를 축적함에 따라 면역계로부터 은닉이 가능해지고, 백신도 무효화시키게 되는 현상을 말한다. 항원소변이는 인플루엔자바이러스 A형, 인플루엔자바이러스 B형, 인플루엔자바이러스 C형 등 모든 인플루엔자바이러스형에 대해 발생하는 현상인데 비해 항원대변이는 인플루엔자바이러스 A형에서만 발생하는데, 이는 이 바이러스가 인간 외의 포유류나 조류도 감염시키기 때문에 가능한 일이다. 이에 비해 B형과 C형은 주로 인간에게만 감염되므로 재배열의 기회가 적어 표현형 변화가 그렇게 자주 일어나지는 않는다. 항원대변이를 통해 바이러스 외부의 단백질 구조가 달라짐에 따라 새로운 생태지위로 감염반경을 넓히거나, 새로운 병증을 일으킬 수도 있다.

## 동물-사람 전염
인플루엔자바이러스 A형은 오리, 닭, 돼지, 인간, 고래, 말, 기각류 등 다영한 동물종에서 발견된다. 반면 인플루엔자바이러스 B형은 최근 기각류에서 발견되기 전까지만 해도 사람에게서만 발견되었다. 인플루엔자주들은 헤마글루티닌이나 뉴라미니다아제의 표현형에 따라 구분되는데, 예를 들자면 헤마글루티닌 3형과 뉴라미니다아제 2형을 보유한 바이러스의 경우 H3N2로 불리는 식이다. 대부분의 조류인플루엔자주의 경우 돼지 등의 다른 포유류에게도 감염되는 것으로 밝혀졌다. 이처럼 다른 바이러스주들이 같은 개체를 감염시킬 때, 세포 내에서 단백질 캡시드와 외피가 벗겨지고 RNA가 mRNA로 전사됨에 따라 항원대변이가 발생할 수 있다. H3N2, H5N1, H5N2가 바로 이 방식으로 만들어졌으며, 이처럼 새로 만들어진 바이러스주의 경우 면역계의 대처능력이 떨어지기 때문에 쉽게 유행할 가능성이 있다.
조류 인플루엔자와 사람 인플루엔자 사이의 항원대변이는 심각한 유행병을 야기해왔다. 인플루엔자바이러스의 항원대변이는 1957년에 아시아 독감 범유행, 1968년에 홍콩 독감 범유행, 1976년에 돼지 인플루엔자 우려를 야기했다. 또한 4천만에서 1억명의 사람을 죽인 1918년 스페인 독감 사태의 원인으로 얼마 전까지 지목되기도 하였으나, 최근 조류 바이러스의 항원소변이가 그 원인임이 밝혀졌다. 인간, 조류, 돼지 사이의 재배열과 항원대변이는 2009년에 H1N1 유행의 원인이 되기도 했다. 이처럼 항원대변이는 심각한 위험성이 있는 바이러스들이 만들어지는 원인이 된다.

## 해양생태계
진핵생물이 지구상에 나타나기 전에 원핵생물과 바이러스가 공진화한 장소인 해양생태계는 바이러스학에서 아직 많이 연구된 분야는 아니나, 해수의 높은 바이러스 농도(근해에서는 1억개/mL, 심해에서는 3백만개/mL)와 세포용해율(평균적으로 20%)을 감안했을 때 바이러스의 항원대변이가 매우 활발하게 이루어지고있는 장소임이 최근에 밝혀졌다.

## 같이 보기
- 스페인 독감

## 참고 문헌
- Bouvier, Nicole M.; Palese, Peter (September 2008). “The biology of influenza viruses”. 《Vaccine》. 26 Suppl 4 (Suppl 4): D49–53. doi:10.1016/j.vaccine.2008.07.039. PMC 3074182. PMID 19230160.